# Глер (Ду)
Глер (фр. Glère) насеље је и општина у источној Француској у региону Франш-Конте, у департману Ду која припада префектури Монбелијар.
По подацима из 2011. године у општини је живело 217 становника, а густина насељености је износила 13,62 становника/km². Општина се простире на површини од 15,93 km². Налази се на средњој надморској висини од 416 метара (максималној 903 m, а минималној 404 m).

## Демографија
| 1962. | 1968. | 1975. | 1982. | 1990. | 1999. | 2011. |
| ----- | ----- | ----- | ----- | ----- | ----- | ----- |
| 204   | 216   | 198   | 181   | 187   | 208   | 217   |

График промене броја становника у току последњих година